# Ничков, Пётр Никитич
Пётр Никитич Ничков (24 августа 1897, д. Ничкова, Чердынский уезд, Пермская губерния, Российская империя — 30 мая 1971, Одесса, Украинская ССР, СССР) — советский военачальник, командующий артиллерией ряда фронтов в Великой Отечественной войне, генерал-полковник артиллерии (1944).

## Биография
Родился в деревне Ничкова Чердынского уезда Пермской губернии (ныне — Красновишерский район Пермского края) в крестьянской семье.
Был призван в Русскую императорскую армию. Участник первой мировой войны, в 1917 году был ранен.
В Красной Армии с 1918 года. В Гражданской войне сражался на Восточном и Юго-Западном фронтах, против армий А. В. Колчака и А. И. Деникина. С 1922 года командовал артиллерийскими подразделениями, затем был начальником артиллерии полка. Окончил артиллерийские курсы усовершенствования командного состава (1929). В 1925 году вступил в ВКП(б). С 1937 года — начальник артиллерии Уральского военного округа.
В годы Великой Отечественной войны — с августа 1941 года — начальник артиллерии 22-й армии на Западном и Калининском фронтах. С мая 1942 года — начальник (командующий) артиллерии Северо-Западного фронта, с ноября 1943 — начальник артиллерии 2-го Прибалтийского фронта. В годы войны участвовал в Витебском сражении, Смоленском оборонительном сражении, битве за Москву, Ржевско-Вяземской наступательной операции (январь—февраль 1942), Демянской операции (1942), Старорусской операции, Демянской операции (1943), Ленинградско-Новгородской операции, Режицко-Двинской операции, Мадонской операции, Прибалтийской наступательной операции, блокаде Курляндской группировки.
После войны окончил Высшие академические курсы при Высшей военной академии имени К. Е. Ворошилова (1949). Служил командующим артиллерией ряда военных округов, в том числе Группы советских войск в Германии и Одесского военного округа. Уволен из Советской Армии в отставку по болезни в июне 1960 года.
Жил в городе Одесса. Умер 30 мая 1971 года. Похоронен на 2-м Христианском кладбище в Одессе.

## Воинские звания
- Комбриг (29.10.1939)
- Генерал-майор артиллерии (4.06.1940)
- Генерал-лейтенант артиллерии (17.11.1942)
- Генерал-полковник артиллерии (23.08.1944)

## Награды
- орден Ленина (21.02.1945)
- четыре ордена Красного Знамени (8.10.1942, 29.07.1944, 3.11.1944, 24.06.1948)
- орден Кутузова 1-й степени (16.11.1943)[5]
- орден Суворова 2-й степени (29.06.1945)[6]
- медали СССР